# 塞萨
塞萨，是西班牙阿拉贡自治区韦斯卡省的一个市镇。总面积31平方公里，总人口258人（2001年），人口密度8人/平方公里。